# Sven-Bertil Bärnarp
Sven-Bertil Bärnarp, född 16 januari 1940, är en svensk serieskapare.
Sven-Bertil Bärnarp växte upp i Göteborg och utbildade sig i grafisk formgivning. Han har tidigare varit grafisk formgivare, journalist och informatör. Han började år 2001 att rita serien Medelålders plus som gästtecknare i Dagens Nyheter. Sedan 2007 är serien, som handlar om hur man hanterar livet när man börjar bli gammal, införd dagligen i Dagens Nyheter. Den publiceras även i cirka 30 andra tidningar genom syndikering via Bulls Press. 
Sven-Bertil Bärnarp fick 2008 motta utmärkelsen Adamsonstatyetten av Svenska Serieakademin. 2014 Stora Gerontologipriset.